# Застава (роман, 1981)
«Застава» (1981) (англ. The Keep) — роман ужасов американского писателя Фрэнсиса Пола Вилсона. Первая книга из цикла The Adversary Cycle. Роман вошел в список бестселлеров New York Times, а также по его мотивам был снят одноименный фильм и издан комикс.

## Сюжет
Весной 1941 года на одном из перевалов суровых и загадочных Трансильванских Альп в старинном замке, оккупированном немецкими солдатами, начинают происходить таинственные события. Нечто сверхъестественное убивает солдат вермахта одного за другим.

## Адаптации
В 1983 году режиссёр Майкл Манн экранизировал роман для кинокомпании Paramount Pictures. Так же в 2006 году издательство IDW Publishing выпустило комикс The Keep. Произведение было адаптированно в новый формат самим Фрэнсисом Вилсоном.

## Издания
- 1981, США, William Morrow and Company, Inc. ISBN 0-688-00626-4, дата публикации - август 1981, твердый переплёт
- 2000, США, Tor ISBN 0-7653-5705-4,  дата публикации - май 2000, мягкий переплёт
- 2006, США, Tor ISBN 0-7653-5705-4, дата публикации - август 2006, мягкий переплёт